# 翁一銘
翁一銘（1952年4月18日—2006年5月23日），台湾企业家、金融家。國華人壽前董事长。

## 生平
籍貫浙江鄞县（今宁波市鄞州区），台湾财阀华隆翁明昌次子，兄翁大銘。1952年4月18日，生于台北。早年毕业于醒吾商业专门学校。后入军队服役二年。1977年入國華人壽保險公司。1988年11月，被推举为國華人壽董事長。任职2年6月后，于1991年5月辞职，继推举为國華人壽荣誉董事长。后任國華人壽顾问。
2006年5月23日因心肌梗塞去世，享年55岁。6月24日举行告别式，台湾政商名流出席弔唁，翁生前的女性密友勞初秋、陳玉女、盧錦華、吳莉香四人以遺孀身分出席。

## 爱好
翁一銘生前为跆拳道爱好者，曾大力捐助台湾跆拳道运动发展，历捐超3000万新台币巨资赞助台湾跆拳道运动。1994年5月20日至1998年8月9日，任中華民國跆拳道協會理事长，为首位首位非軍方出身的理事長，后又任名誉理事长。翁曾任全國跆協名譽理事長，也曾任國家代表隊領隊参赛。台湾翁生前也爱好收藏名车名酒。被称作“保險業界最有情有義的董事長”。

## 家庭
翁一銘遗有7個子女，其中長女翁世佳为台湾著名保险业女企业家。独子翁世霖。

## 出处
1. ↑  . TVBS新聞網. 2006-05-23  [2024-03-09]. （原始内容存档于2024-03-09）.
2. ↑  張毅君, 韓斌. . 商業周刊. 2006-08-17  [2024-03-09]. （原始内容存档于2024-03-09）.
3. 1 2 3  . 教育部体育署. 2014-11-14  [2019-11-10]. （原始内容存档于2016-03-04）.
4. ↑  . TVBS新闻. 2006-06-24  [2015-04-06]. （原始内容存档于2015-04-12）.
5. ↑  林韋任. . 聯合報. 2006-06-25.
6. ↑  . 2004雅典奥运热别报道. 2004年8月30日星期一.
7. 1 2  . 苹果日报. 2006年6月29日  [2015年4月6日]. （原始内容存档于2015年9月5日）.
8. ↑  . 苹果日报. 2007年9月10日  [2015年4月6日]. （原始内容存档于2015年9月23日）.